# Приём Конде в Версале
«Приём Конде в Версале» (фр. Réception de Condé à Versailles), или «Приём Великого Конде Людовиком XIV (Версаль, 1674)» (фр. Réception du Grand Condé par Louis XIV (Versailles, 1674)) — картина французского художника Жана-Леона Жерома, написанная им в 1878 году. Находится в коллекции музея Орсе в Париже (Франция).

## История и контекст

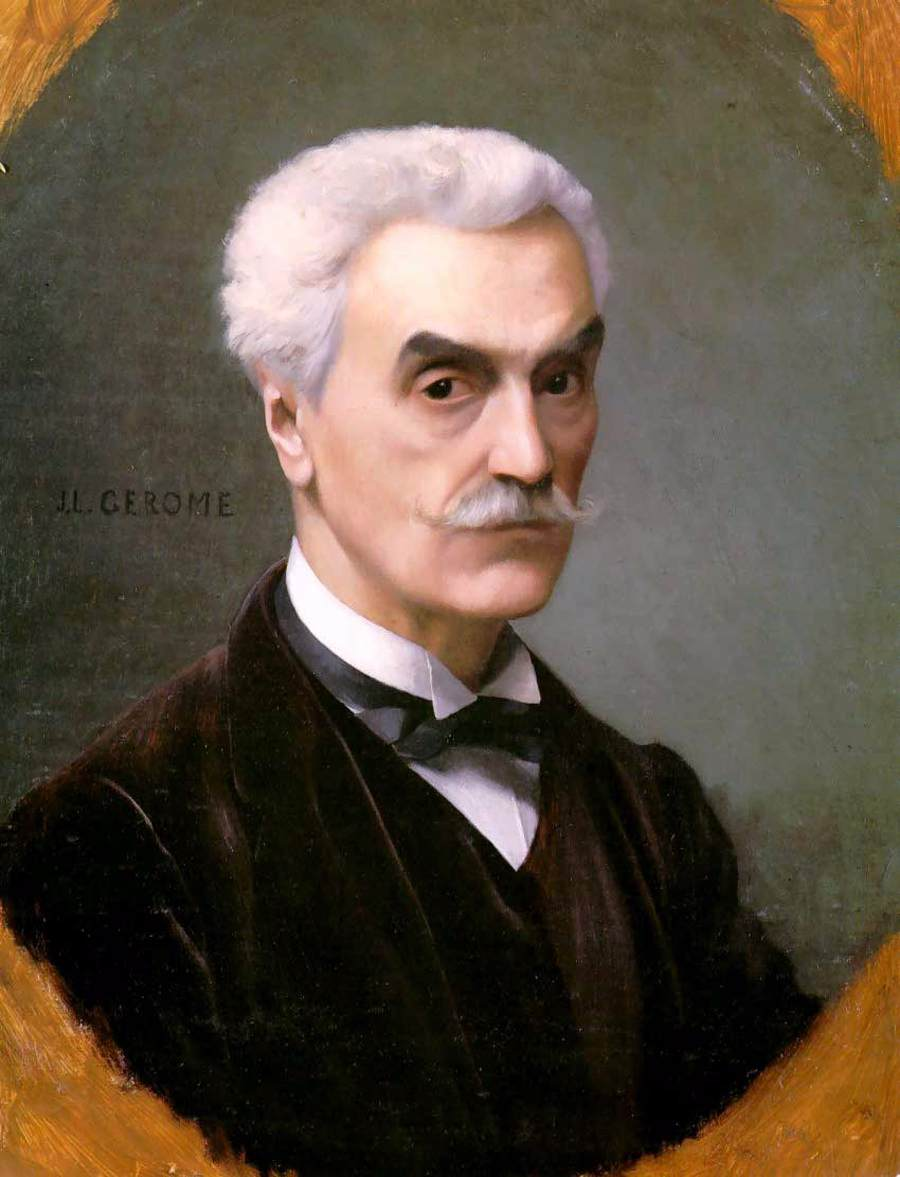
Жан-Леон Жером, автопортрет, 1886 год

Французский живописец Жан-Леон Жером (1824—1904) учился у известных художников Поля Делароша и Шарля Глейра, прививших ему на всю оставшуюся жизнь страсть к путешествиям, изучению обычаев разных народов, а также особую любовь к Востоку. Первые картины Жерома были высоко оценены одним из самых уважаемых и влиятельных художественных критиков — Теофилем Готье, ставшим впоследствии его другом. На заре рождения массовой культуры провинциал Жером пошёл навстречу новой публике формирующейся буржуазной Франции, став знаменитым у салонной аристократии, познакомив её как со своими академическими портретами и мелодраматическими полотнами, так и с картинами о наполеоновских походах и жизни на арабских базарах, а также работами на мифологические и эротические темы. Находясь на пике своей карьеры в искусстве, Жером был постоянным гостем императорской семьи и занимал должность профессора в Школе изящных искусств. Его студия была местом встречи художников, актёров и писателей, а сам он стал легендарным и уважаемым мастером, известным своим язвительным остроумием, пренебрежительным отношением к дисциплине, однако жёстко регламентированными методами преподавания и крайней враждебностью к импрессионизму.

## Композиция

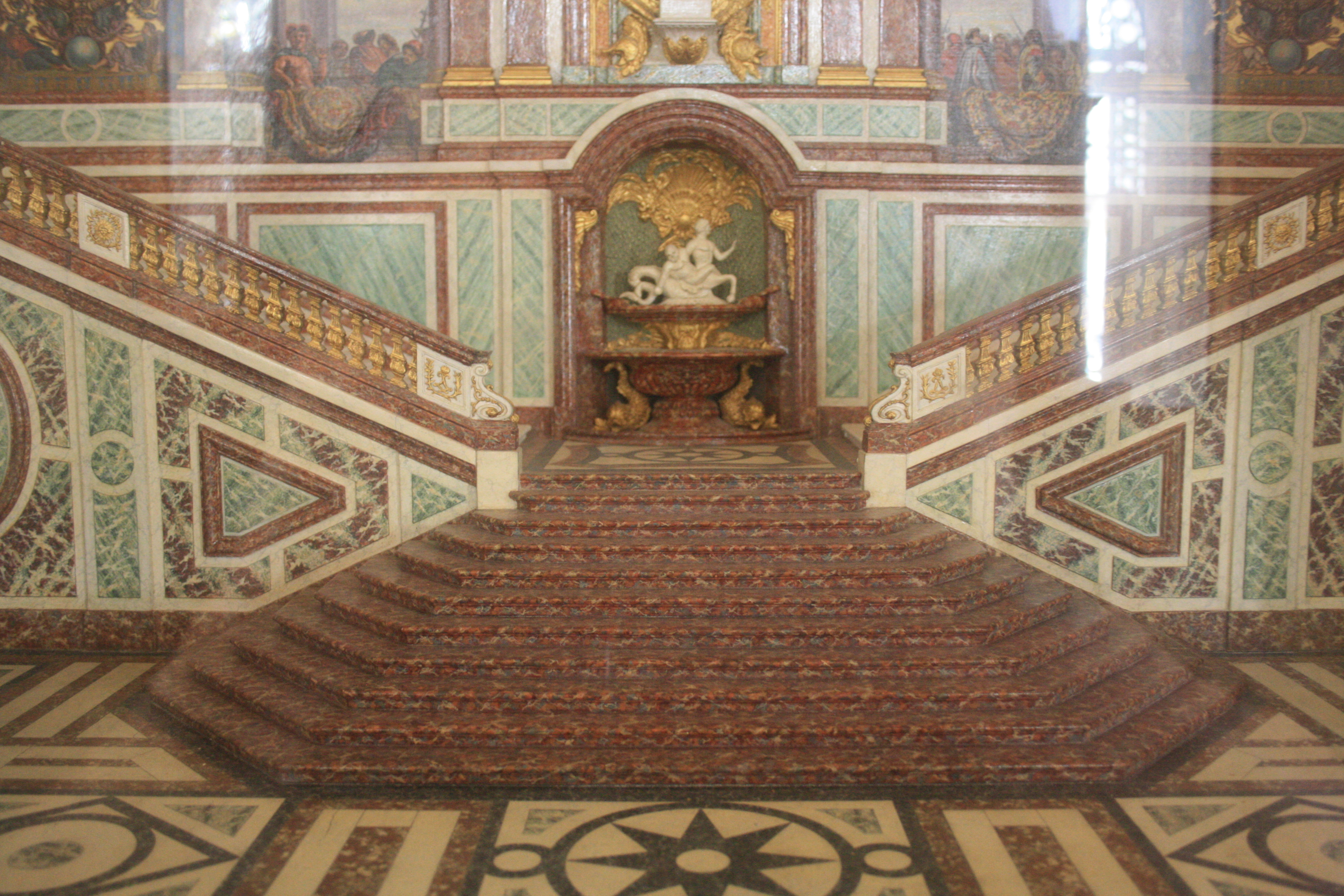
Лестница Послов, реконструкция.

Картина написана маслом на холсте, а её размеры составляют 96,5 × 139,7 см. Снизу полотна стоит подпись: «J. L. Gérôme». Время действия картины — 1674 год. На парадной лестнице Послов в Версальском дворце король Франции Людовик XIV готовится принять принца Конде, недавно одержавшего победу над Вильгельмом Оранским в сражении при Синиффе. Этим милостивым жестом король решил прекратить длившееся с 1659 года менее чем 15-летнее изгнание своего кузена, вызванное желанием наказать его за «фронду» против монархической власти. Принц из-за подагры поднимался медленно и извинился перед королём за промедление, на что тот ответил: «Мой кузен, не спешите. Любой, кто имел бы столько лавров, как вы, не смог бы идти быстро». В этом полотне довольно скромных размеров Жером, по мнению критиков, выразил всю свою страсть к театральности. Композиция довольно холодна и одновременно совершенна в техническом плане, будучи прописанной до мельчайших деталей. Правдоподобность изображения обусловлена тем, что Жером во время написания картины пользовался различными гравюрами с изображёнными на них интерьерами Версаля и историческими портретами государственных деятелей, задействованных в сюжете картины. Чередуя толпу и пустоту, Жером сделал доминантой композиции X-образную по своему строению лестницу, холодность мрамора которой коррелирует с яркими костюмами и поднятыми вверх знамёнами, просто вереницей мелькающими перед глазами зрителя.

## Создание и судьба

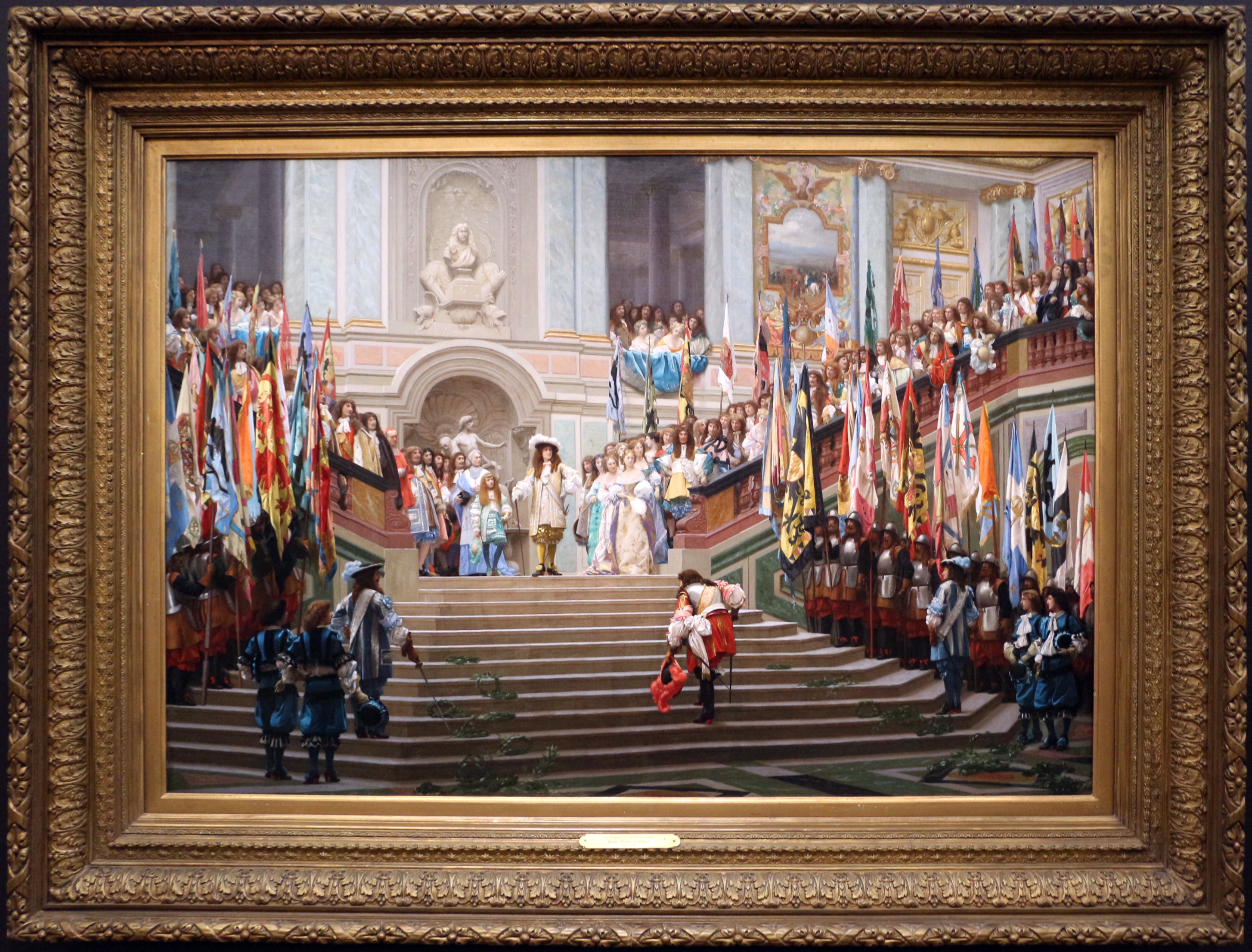
Картина в музее Орсе.

Жером написал картину в 1878 году специально для герцога Омальского, владельца усадьбы Шантийи — бывшего дома принца Конде, однако сделка по продаже ему данной работы сорвалась. В том же году она экспонировалась на частной выставке «Круг Союза художников» на Вандомской площади в Париже. После этого картина была куплена у художника через компанию «Boussod, Valadon & Cie» за 100 тысяч французских франков американским миллионером и коллекционером искусства Уильямом Вандербильтом с помощью Сэмюела Б. Эвери. Затем она находилась в коллекции бригадного генерала Корнелиуса Вандербильта и на правах аренды в период с 1886 по 1903 год выставлялась в Метрополитен-музее, но затем надолго пропала из виду вплоть до окончания Второй мировой войны. В 1945 году за 5 тысяч долларов США картина была продана компании «Parke-Bernet» и выкуплена Хьюлиттом К. Мерритом для своей коллекции в Пасадине (Калифорния).  С 1956 года полотно находилось в коллекции Джорджа Л. Кастеры из Бель-Эйра. В 1969 году работа перешла в коллекцию галереи Арманда дю Ванна в Лос-Анджелесе. В 1993 году картина была выставлена на аукцион «Sotheby's» в Нью-Йорке за 800 тысяч долларов и в том же году куплена банкиром Эдмондом Сафрой из «Republic National Bank». Затем картина некоторое время находилась в корпоративной коллекции произведений искусства банка «HSBC», а в 2004 году снова была выставлена на «Sotheby's», откуда была куплена музеем Орсе в Париже (Франция), где и находится в настоящее время. Картина известна под названиями «Приём Конде в Версале» и «Приём Великого Конде Людовиком XIV (Версаль, 1674)».